# Șimonești
Șimonești (in ungherese Siménfalva) è un comune della Romania di 3 850 abitanti, ubicato nel distretto di Harghita, nella regione storica della Transilvania.
Il comune è formato dall'unione di 14 villaggi: Bențid, Cădaciu Mare, Cădaciu Mic, Cehețel, Chedia Mare, Chedia Mică, Cobătești, Medișoru Mare, Mihăileni, Nicoleni, Rugănești, Șimonești, Tărcești, Turdeni.
La maggioranza della popolazione (oltre il 98%) è di etnia Székely.